# 火烧岛 (喜剧电影)
《火烧岛》（英語：Fire Island）是美国一部于2022年公映的浪漫喜剧电影。该片由安德鲁·安执导，并由乔尔·金·布斯特担任编剧并出任主演。同时，这部电影的联合主演还有杨伯文、康拉德·里卡摩拉、詹姆斯·斯卡利和赵牡丹。《火烧岛》受到了简·奥斯汀小说《傲慢与偏见》的启发，讲述了一群同性恋朋友前往火岛度假，但事情却因为阶级歧视和爱情而变得复杂。
该影片由探照灯影业参与制作并负责发行，于2022年6月3日通过Hulu在全球公映。上映后，该片获得了普遍好评。

## 故事背景
一群朋友前往以同志村闻名的火岛，准备在那度过为期一周的假期。而这部电影也因此以星期几而划分了若干章节。
星期四，诺亚（乔尔·金·布斯特饰）和他的朋友们打算回去火岛松村去探望他们的“舍监妈妈”艾琳（赵牡丹饰），但差点就错过了从长岛南岸塞维尔到那的渡轮。
而到了艾琳的那儿，艾琳去告诉大家，她不得不出售掉这栋房子，而这将是他们在这里的最后一个星期。就在当天晚上，大家去了本地的最大酒吧——蓝鲸酒吧，并在那里见到了查理（詹姆斯·斯卡利饰）及他的那群富裕朋友，这其中就包括威尔（康拉德·里卡摩拉饰）和库珀（尼克·亚当斯饰）。而诺亚的朋友豪伊（杨伯文饰）与查理互生情愫，于是诺亚决定自己这个假期的目标就是让豪伊上床；在此之前，自己将远离男孩们。
查理邀请诺亚的朋友们前往自己的家里。而在查理的家里，由于大家都已经喝醉，于是在查理与豪伊独自接近的时候爆发了一场闹剧。也是在这个时候，诺亚无意中听到了威尔对这群人行为的批评。
星期五，诺亚返回查理与威尔的家里去接宿醉的豪伊回家，同时诺亚也邀请查理和他的朋友来艾琳家做客。途经岛上的杂货店时，诺亚遇到了德克斯（赞恩·菲利普斯饰）并和他调情起来。而在看到威尔不喜欢德克斯后，诺亚主动邀请德克斯一起吃饭。在查理、库珀和威尔来吃晚饭的时候，诺亚和威尔开始讨论起书籍，而威尔的见解让诺亚大吃一惊。不过当德克斯到来之后，威尔明显表现出不舒服的迹象。德克斯想和诺亚继续调情，但诺亚拒绝了，他觉得自己应该先为豪伊找个对象。
星期六，豪伊告诉大家，他和查理接吻了。这让诺亚越发想将他们两人撮合到一起。此时，大家都在为在樱桃林举行的每周一次的内衣派对而做着准备。在派对上，大家搜集了各种违禁药物。库珀用消极的态度告诉诺亚，他对威尔的兴趣越来越大并暗示想将他据为己有，同时他指责诺亚和威尔在一起只是为了他的钱。
诺亚与德克斯再度相遇，于是他俩前往暗室做爱。不过因为诺亚发现威尔而导致分心，于是不小心撞到了德克斯的鼻子。这件事引发了库珀、威尔、德克斯和诺亚之间的大争吵；而就在这个时候，诺亚撞见了查理与一个不是豪伊的男人在亲密。诺亚不得不处理这场内衣派对所导致的后果，吸毒过量、失去朋友，以及面对心烦意乱的豪伊。诺亚带着沮丧的威尔步行回到松村，结果两人又争吵起来。诺亚指责威尔过于拘谨和挑剔；而威尔则反讥诺亚即便装模作样也无法掩饰他内心的自命不凡。而在结束了松村的一场余兴派对后，豪伊和诺亚也发生了争吵。豪伊撕破了同志社群内部一直粉饰的体象障碍、种族主义及阶级歧视等问题；最后他告诉诺亚，他们和其他人的经历并不相同，因为他们既是同性恋者又是亚裔。
星期天，诺亚被艾琳、基冈（托马斯·马托斯饰）和麦克斯（托里安·米勒饰）吵醒，他们将威尔的一封信交给了诺亚。威尔在信中为自己做了进一步的解释，并为自己留给诺亚的印象道歉；他说由于德克斯伤害了威尔身边的某个人，这才导致他不信任德克斯并警告诺亚要提防他。看完信后，诺亚看到了查理来到泳池旁边找豪伊谈话。可在谈话结束后，查理选择了离开，而豪伊则跳进了泳池。豪伊随后向朋友们解释了原因，查理被告知里斯（迈克尔·格雷斯法饰）患有莱姆病，而查理决定陪伴在里斯身边，所以他会提前离开小岛。
诺亚去了一家变装酒吧，结果他在那里偶遇了威尔。威尔向诺亚展示了德克斯的Instagram，德克斯在上面发布了不少自己的性感照片却故意打上一些敏感的标签（例如：Black Lives Matter和Stop Asian Hate）来博取关注。他们谈了许多，威尔在最后还上台表演了一段舞蹈。酒吧打烊后，两人继续闲逛到了早上。
随后大家去了另外一个地方，豪伊正在那里唱着卡拉OK。当艾琳看到网上发布的卢克（马特·罗杰斯饰）与德克斯性爱视频后，事情急转直下。诺亚准备去找德克斯对质，而威尔表示愿意提供帮助。威尔利用自己的律师技能说服了德克斯删除这个视频，否则他将面临监禁，因为这个视频的发布并没有得到卢克的许可。德克斯被迫同意删除了视频，而诺亚对威尔的印象越发深刻起来，两人在事后一起沿着海滩散步。他们之间的情愫变得越发明晰起来。
第二天，豪伊表示要中止这段旅行并提前离开火岛，因为他始终无法对看到查理与里斯在一起的事情感到释怀。诺亚跑到查理的家里告诉了查理这是什么交易，因为豪伊和查理都以同样的方式喜欢着彼此。在诺亚的朋友的帮助下，他们劫持了一辆水上出租车以赶上豪伊，因为豪伊的船已经离开了。查理设法追上了豪伊并表达了对他的爱意，他们拥吻到了一起。
一行人又一次去欣赏日落。诺亚和威尔在美景中起舞，最后吻到了一起。而大家跑过来用掌声表达了祝福。

## 演员名单
| 演员名          | 角色名     | 改编原型                      |
| --------------- | ---------- | ----------------------------- |
| 乔尔·金·布斯特  | 诺亚（     | 伊丽莎白·班内特               |
| 杨伯文          | 豪伊（Howie）   | 简·班内特                     |
| 康拉德·里卡摩拉 | 威尔（Will）   | 达西先生                      |
| 詹姆斯·斯卡利   | 查理（Charlie）   | 查尔斯·宾利                   |
| 赵牡丹          | 艾琳（Erin）   | 班内特太太                    |
| 马特·罗杰斯     | 卢克（Luke）   | 莉迪亚·班内特                 |
| 托马斯·马托斯   | 基冈（Keegan）   | 凯蒂·班内特                   |
| 托里安·米勒     | 马克斯（Max） | 玛丽·班内特                   |
| 尼克·亚当斯     | 库珀（Cooper）   | 卡洛琳·宾利 / 卡瑟琳·德波夫人 |
| 赞恩·菲利普斯   | 德克斯（Dex） | 乔治·韦翰                     |
| 迈克尔·格雷斯法 | 里斯（Rhys）   | 不適用                        |
| 艾丹·沃顿       | 布雷登（Braden） | 不適用                        |
| 彼得·史密斯     | 摩西（Moses）   | 不適用                        |
| 布拉德利·吉布森 | 约翰尼（Johnny） | 不適用                        |

## 制作过程
流媒体电视台Quibi于2019年9月宣布开发一部名为《旅行（Trip）》的系列电视喜剧，由乔尔·金·布斯特担任该剧的主演、主创及编剧。该项目于2020年3月11日获得系列订单，并交由贾克斯媒体负责制作。杨伯文在2020年4月15日被宣布成为该剧的男主角之一。杨伯文和乔尔·金·布斯特都是亚裔同性恋喜剧演员和互相改变彼此人生的朋友，他们都将在剧中扮演虚构的自己。随后，《柜中野兽》的电影制作人史蒂芬·邓恩也被宣布参与本剧的执导。但由于Quibi网络电视台在2020年12月1日关闭后，整个项目的存续面临着严重危机。
探照灯影业于2021年6月30日宣布购下乔尔·金·布斯特的剧本以制作一部故事片，并将剧本改名为《火烧岛》。而《桑拿夜》的导演安德鲁·安将接替史蒂芬·邓恩担任该片的导演。紧接着在次月，赵牡丹被宣布加入该电影的演出阵容。康拉德·里卡摩拉、詹姆斯·斯卡利、马特·罗杰斯、托马斯·马托斯（Tomas Matos）、托里安·米勒（Torian Miller）和尼克·亚当斯于2021年8月宣布加入电影，他们将与赞恩·菲利普斯（Zane Phillips）、迈克尔·格雷斯法（Michael Graceffa）、艾丹·沃顿（Aidan Wharton）、彼得·史密斯（Peter Smith）及布拉德利·吉布森（Bradley Gibson）组成本片的群演阵容。主体拍摄于2021年8月12日开始，并计划持续到2021年9月；拍摄的地点包括布鲁克林、曼哈顿及与片名同名的火烧岛。在最终剧本里，包含了许多电影制作者与其朋友长期分享的幽默话题。

## 发行经历
2022年6月3日，《火烧岛》通过Hulu在美国公映；6月18日，该片又通过Star+在拉美地区及通过Star on Disney在全球其他地区公映。

## 反响评论
| 汇总媒体   | 得分   |
| ---------- | ------ |
| Metacritic | 72/100 |
| 烂番茄     | 7.3/10 |

| 媒体           | 得分    |
| -------------- | ------- |
| IGN            | 9/10    |
| 豆瓣电影       | 6.2/10  |
| IndieWire      | A-      |
| RogerEbert.com | 3/4颗星 |
| 常识媒体       | 3/5颗星 |

在汇总媒体烂番茄，104条影评人评论中有93%给予正面评价，平均得分为7.30分（满分10分）。该网站对《火烧岛》的共识评价为“由才华横溢的演出阵容赋予了生命，轻松有趣的《火烧岛》证明了奥斯汀依然有新的方式给予改编”。而在Metacritic上，结合32位影评人评论后的加权评分为72分（满分100分），这表明该网站对《火烧岛》的评价为“普遍好评”。
Vox的亚历克斯·阿巴德-桑托斯（Alex Abad-Santos）称赞《火烧岛》是一部引人瞩目的喜剧电影，因为它敢于在不突出描绘放荡滥交的前提下讲述男同性恋者的性生活，并认为剧本在对待社会期望、刻板印象及种族主义等议题上的雄心勃勃。他还赞扬了这部电影对于LGBT人群之间友谊的理解，同时也对乔尔·金·布斯特与杨伯文之间的化学反应赞叹不已。
《滚石》杂志的大卫·法瑞（David Fear）认为《火烧岛》是一封写给同性恋社群及文化的情书，他写道：“这部浪漫喜剧不仅有它的原型，同时也有同性恋主角、同性恋恋爱角色、同性恋英雄、同性恋恶棍，以及许多同性恋有色人种。但这并不能掩饰电影中那些拙劣的仿佛宣传手册一般的场景。不过它确实使你们对那些把大家带到这个完美无缺的地方并邀请他们参加松村的聚会而使他们团结在一起的人表示了最热烈的感谢。”